# Menophra melagrapharia
Menophra melagrapharia là một loài bướm đêm trong họ Geometridae.